# Economisch evenwicht

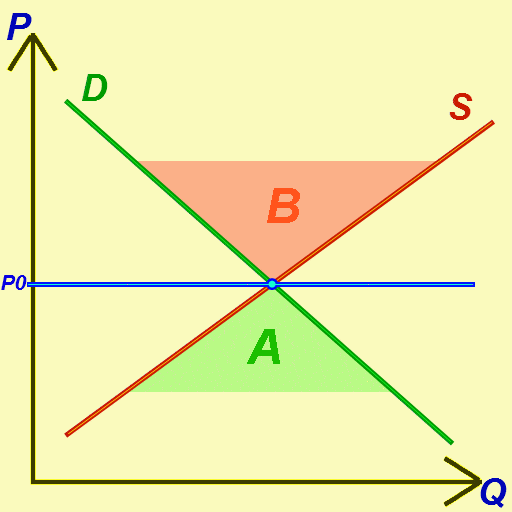
Prijs bij marktevenwicht:
P = prijs
Q = hoeveelheid van het goed
S = aanbod
D = vraag
P0 = marktevenwichtsprijs
A = vraagoverschot (P<P0)
B = aanbodoverschot (P>P0)

In de economie is economisch evenwicht een toestand van de wereld, waar de economische krachten in evenwicht zijn en waar in de afwezigheid van externe invloeden de (evenwichts)waarden van de economische variabelen niet zullen veranderen. Het is het punt waar de gevraagde- en aangeboden hoeveelheden van een goed aan elkaar gelijk zijn. Marktevenwicht verwijst bijvoorbeeld naar een toestand, waarin een marktprijs wordt vastgesteld onder invloed van concurrentie, zodanig dat de hoeveelheid van de goederen of diensten die gewenst wordt door kopers gelijk is aan de hoeveelheid goederen of diensten geproduceerd door verkopers. Deze prijs wordt vaak de evenwichtsprijs of marktruimprijs genoemd en zal de neiging hebben om niet te veranderen, tenzij vraag of aanbod veranderen.

## Externe bron
- (en)  Paul Samuelson (1947; Expanded ed. 1983), Foundations of Economic Analysis. Harvard University Press. ISBN 0-674-31301-1